# Anisotoma castanea
Anisotoma castanea är en skalbaggsart som först beskrevs av Herbst 1792.  Anisotoma castanea ingår i släktet Anisotoma, och familjen mycelbaggar. Arten är reproducerande i Sverige.